# Guillec
Le Guillec (ou Quillec) est un cours d'eau du pays de Léon, un fleuve côtier du Finistère qui se jette dans la Manche.

## Géographie
La longueur de son cours d'eau de 25,3 kilomètres.
La source du Guillec est dans le bois de Tréanton, situé au sud du château de Kerjean sur la commune de Saint-Vougay, à l'altitude 94 mètres. Il serpente d'abord vers l'est, passant au sud de Plouzévédé, jusqu'à Trézilidé où il commence à se diriger vers le nord, servant de limite avec Mespaul, puis entre Plougoulm et Tréflaouénan, puis entre Plougoulm et Sibiril. À proximité de Saint-Jacques en Sibiril, sa vallée est franchie par le viaduc de Saint-Jacques, laissant passage à la ligne désaffectée de Saint-Pol-de-Léon à Plouescat des chemins de fer départementaux du Finistère.
Il s'élargit à partir de là en une ria et se jette dans la Manche au sud de l'île de Sieck, entre Moguériec (en Sibiril) et Plougoulm, dans une baie située juste au sud-ouest de la plage du Dossen (en Santec) dans laquelle se jette aussi un autre petit fleuve côtier, l'Horn.

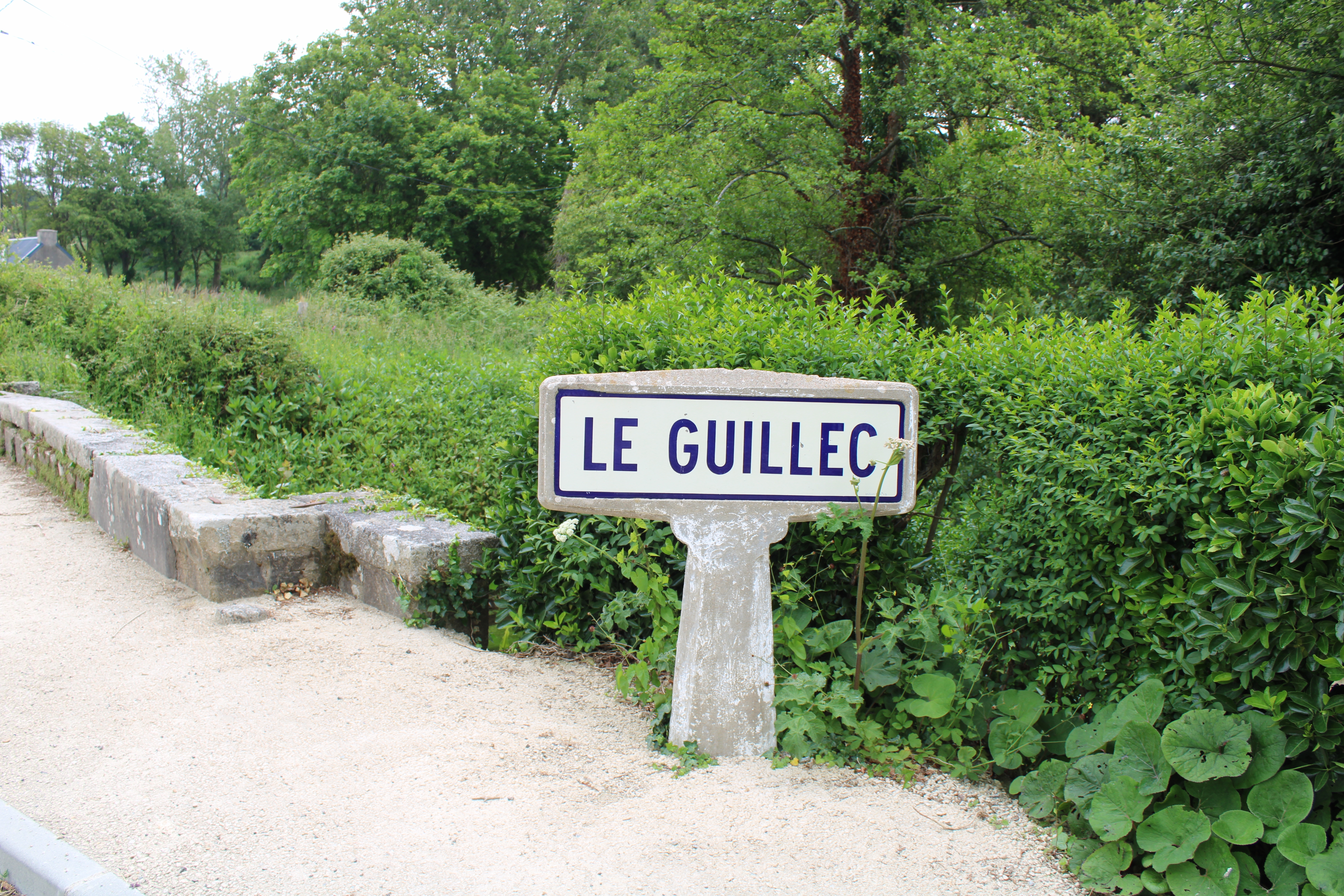
Vieux panneau Michelin sur le Guillec au sud de Sibiril.
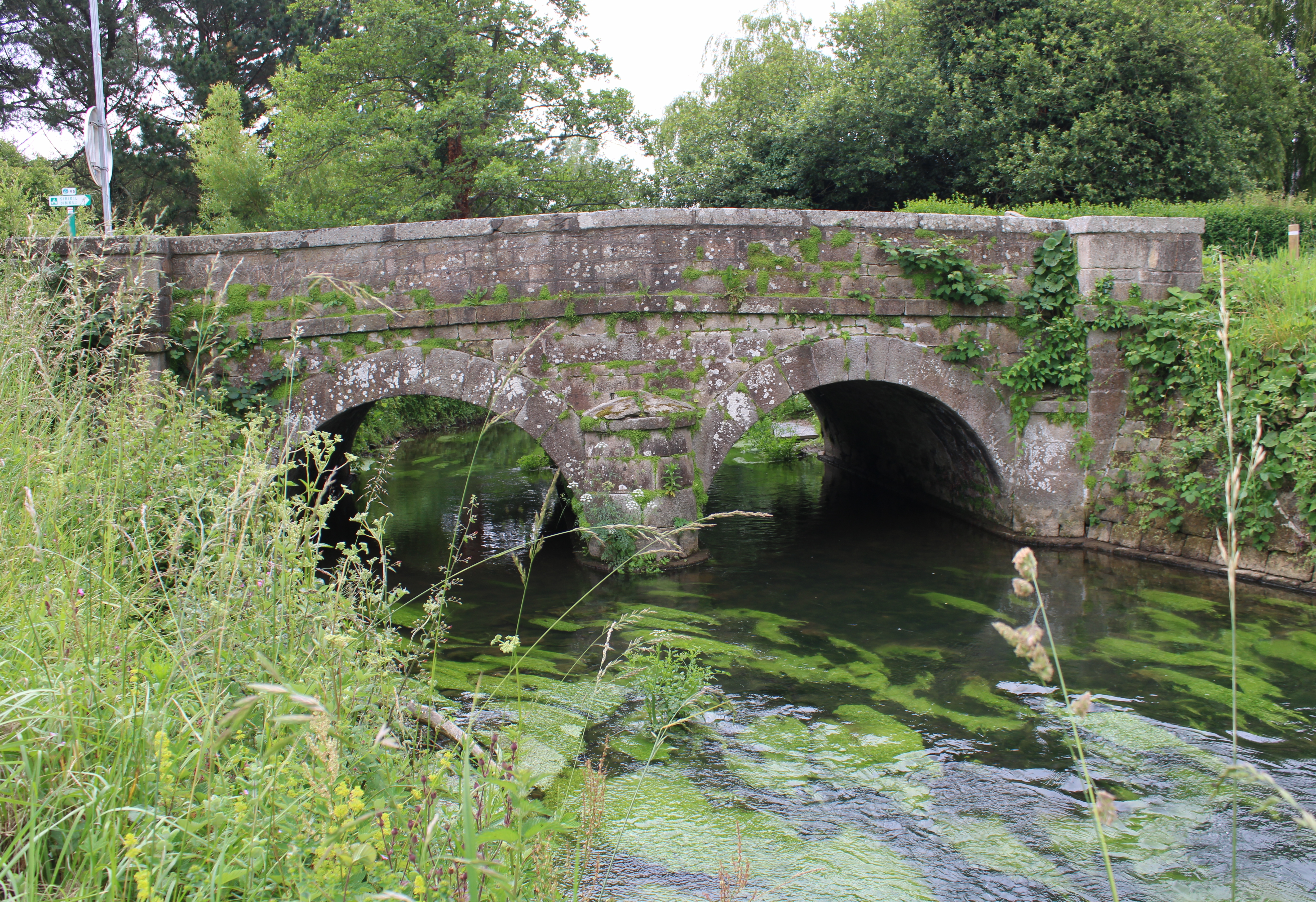
Pont sur le Guillec au sud de Sibiril.
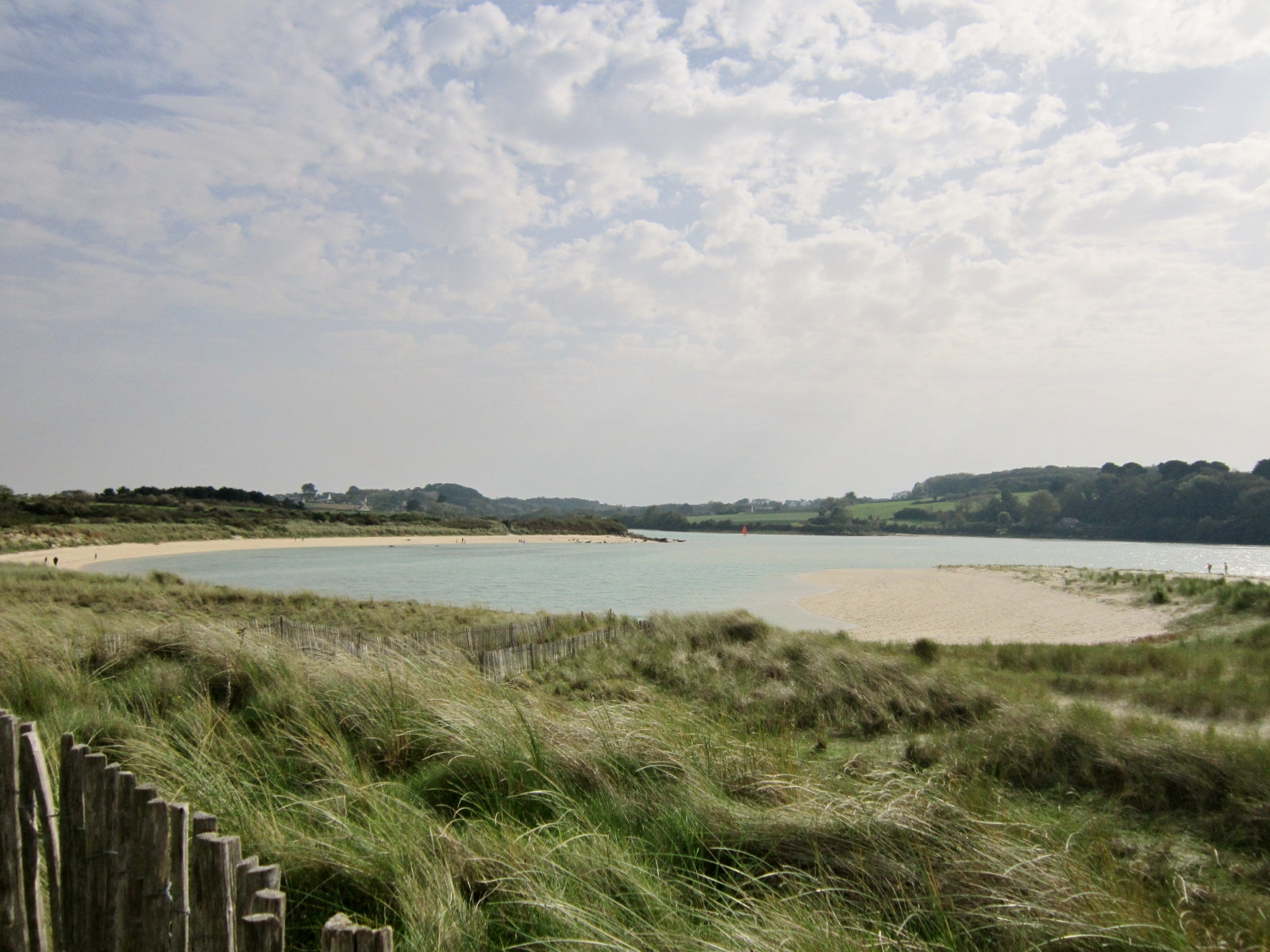
L'estuaire (ou ria) du Guillec, vue vers l'amont depuis les abords de la plage du Guillec en Plougoulm ; la rive gauche (à droite sur la photo) fait partie de Sibiril
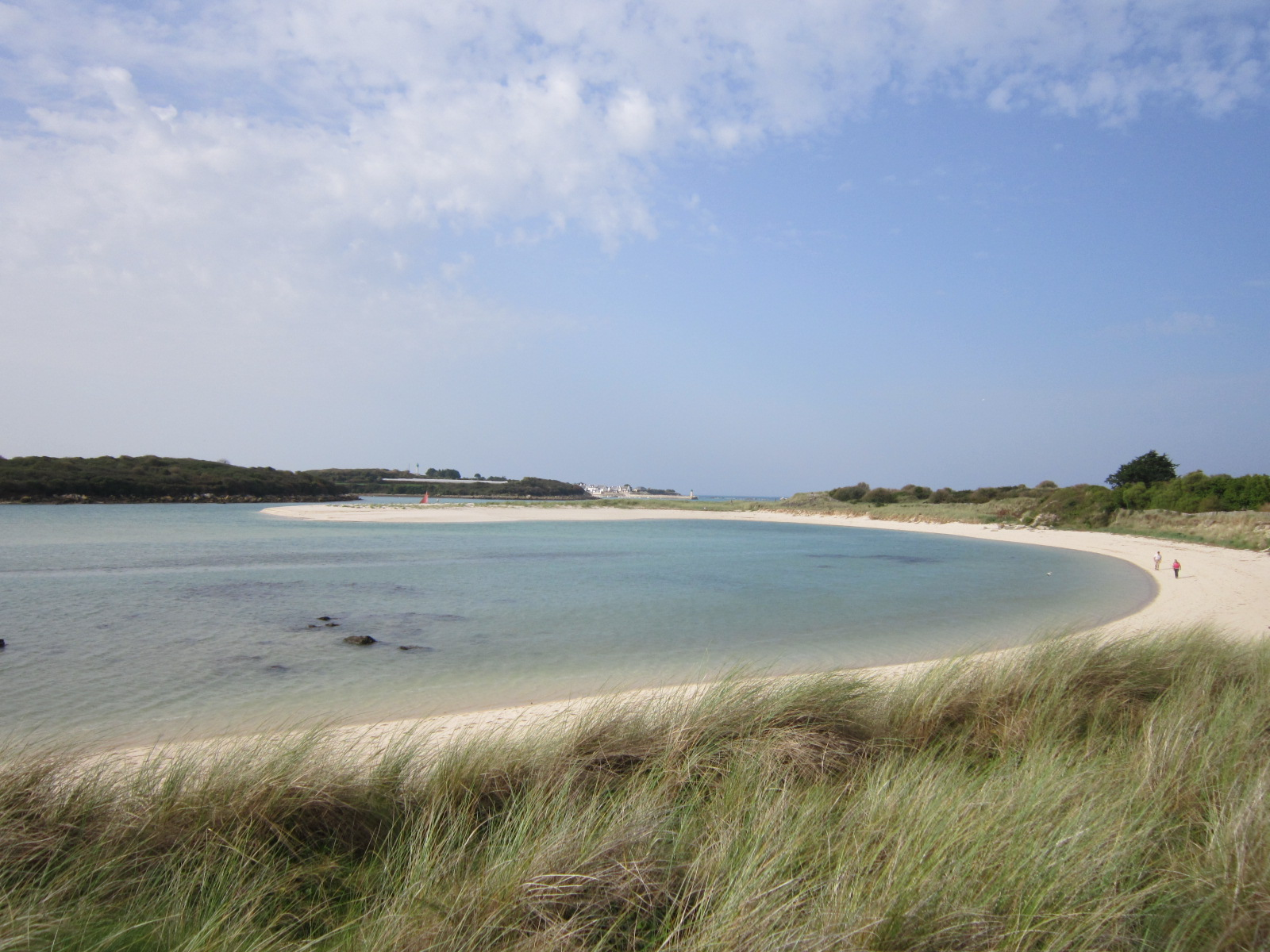
La plage du Guillec (rive droite de l'estuaire du Guillec), à l'arrière-plan le port de Moguériec
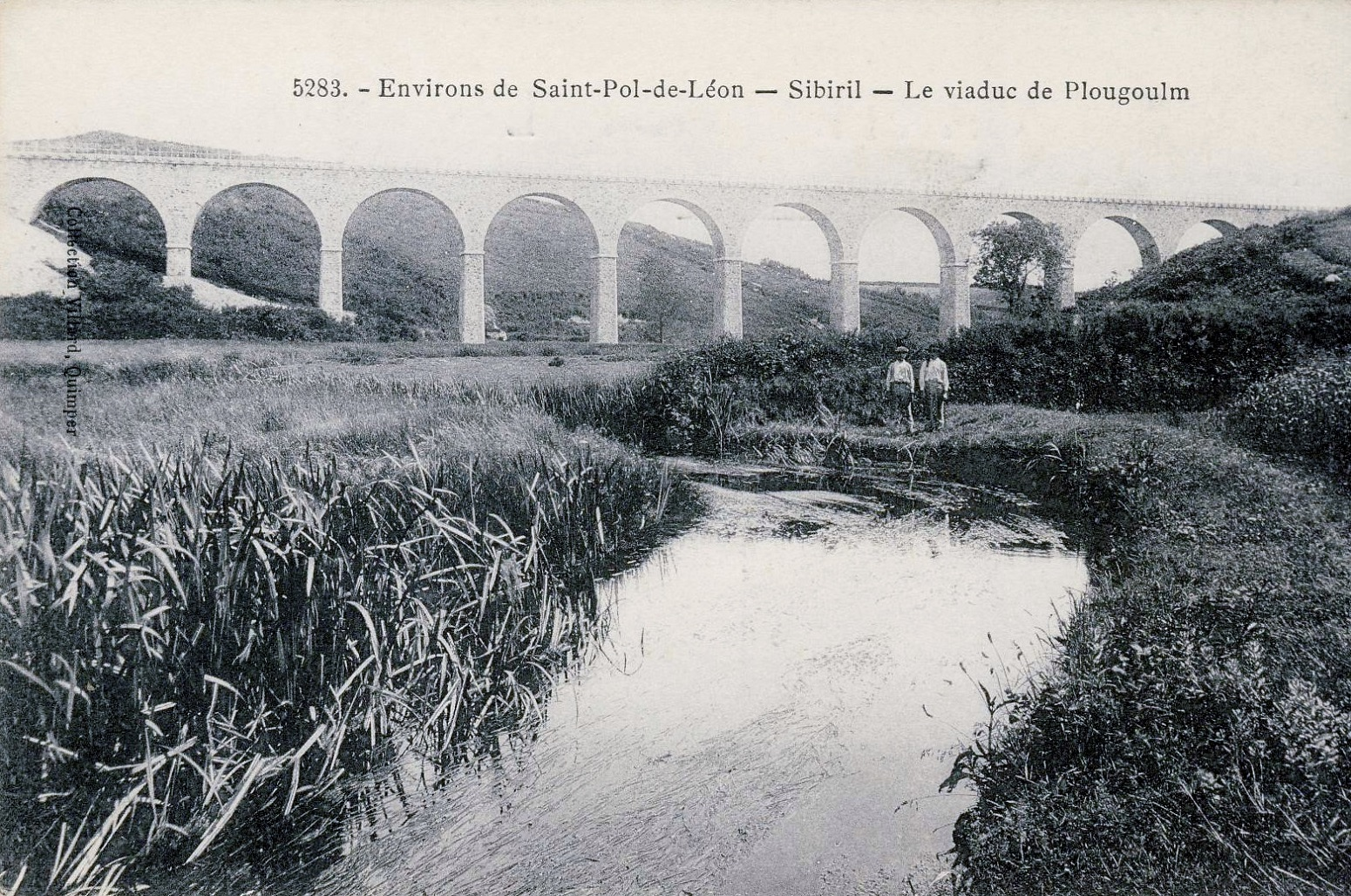
Le viaduc ferroviaire enjambant la vallée du Guillec entre Sibiril et Plougoulm vers 1920 (carte postale Émile Hamonic)

## Communes et cantons traversés
Dans le département du Finistère, le Guillec traverse huit communes et trois cantons :
- dans le sens amont vers aval : Saint-Vougay (source), Plougar, Plouzévédé, Trézilidé, Mespaul, Tréflaouénan, Plougoulm, Sibiril (embouchure).

Soit en termes de cantons, le Guillec prend source dans le canton de Plouzévédé, traverse le canton de Plouescat et conflue dans le canton de Saint-Pol-de-Léon.

## Affluent
Le Guillec a un affluent référencé :
- le ruisseau le Stang, 5,4 km, sur les deux communes de Plougar et Plougourvest[3] (canton de Plouescat et canton de Landivisiau).

## Hydrologie
Une station hydrométrique est implantée à Trézilidé. Son bassin versant est alors de 43 kilomètres carrés pour une altitude de 35 mètres. Son module est alors de 0,676 m3/s et son VCN3 de 0,180 m3/s.

## Histoire

### Toponymie
Le nom "Guillec" provient de "Kill Hiek", en irlandais "Le lieu de Hiek", du nom d'un moine irlandais, Hiek, mais né dans l'île d'Iona, une île de l'ouest de l'Écosse, et qui aurait été un disciple de saint Colomban et aurait débarqué au VIe siècle dans la baie de Sieck.

### La bataille de Kerdigu
Le 23 mars 1793 des paysans révoltés démantelèrent un pont sur le Guillec, qui permettait à la route allant de Lesneven à Saint-Pol-de-Léon de traverser ce cours d'eau, afin d'empêcher les troupes révolutionnaires se rendant à Saint-Pol-de-Léon où des échauffourées avaient eu lieu le 19 mars 1793 de le franchir. Les insurgés se positionnèrent sur la rive droite du Guillec afin de prendre à revers les troupes dirigées par le général Canclaux et l'équipe chargée de la réparation du pont. Mais le bruit des canons de 4 livres, plus que les tirs eux-mêmes, effrayèrent les insurgés, faiblement armés (quelques fusils, des faux, des crocs et des fléaux) et les mirent en déroute.

### Écologie
Le bassin-versant de l'Horn et du Guillec, d'une superficie de 16 763 hectares, compte 19 000 habitants ; en moyenne de 2002 à 2019, entre avril et octobre, la surface occupée sur l'estran par les algues vertes, a été de 12 hectares.